# Giovanni Antonio Sangiorgio
Giovanni Antonio Sangiorgio, auch Gian Antonio di San Giorgio (* 1443 oder 1444 in Mailand; † 14. März 1509 in Rom) war ein italienischer Kardinal der Römischen Kirche.

## Leben

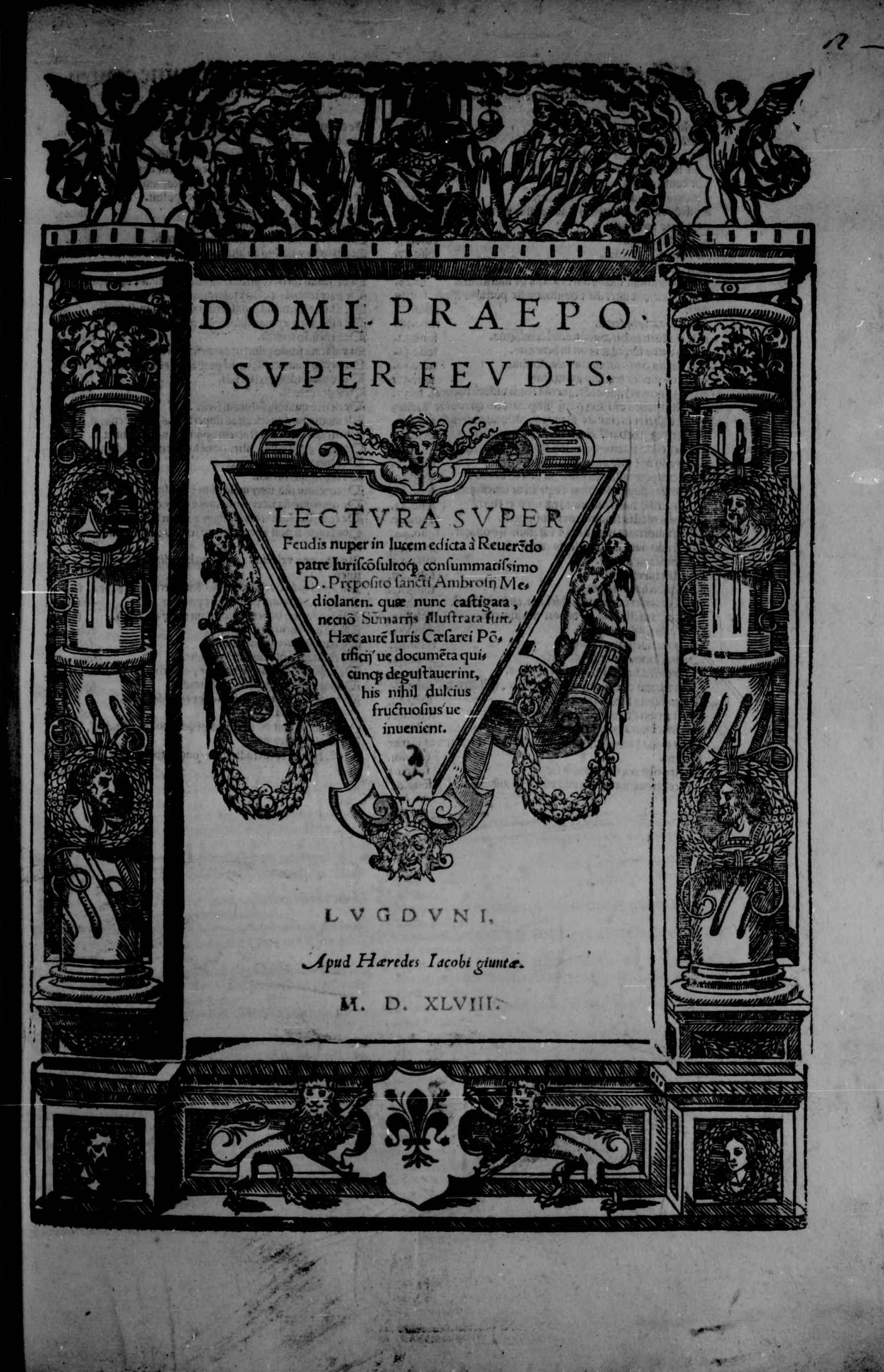
Gelehrte Abhandlung von Giovanni Antonio Sangiorgio: Super usibus feudorum (Über den Gebrauch der Güter), Druck in Lyon 1548.

Er entstammte einer ursprünglich aus Piacenza stammenden Adelsfamilie und war mit den Familien sowohl der Aldobrandini als auch der Trivulzio verwandt. Am 16. Oktober 1462 erhielt er – bereits als Kleriker des Erzbistums Mailand und Student des weltlichen Rechts in Pavia – von Papst Pius II. zum Benefizium die Pfarrei Ss. Pietro e Lino in Mailand. Er schloss seine Studien als Doctor iuris utriusque ab und wirkte in den akademischen Jahren 1468/1469 und 1475/1476 als Dozent für kanonisches Recht an der Universität Pavia.
Am 1. April 1478 wurde Giovanni Antonio Sangiorgio zum Bischof von Alessandria ernannt, das Datum seiner Bischofsweihe ist unbekannt. Zugleich begann seine Laufbahn in der Kurie. Er war von 1483 bis 1493 Referendar und nahm verschiedene diplomatische Missionen wahr.
Papst Alexander VI. erhob ihn am 20. September 1493 zum Kardinal. Am 23. September desselben Jahres nahm Giovanni Antonio Sangiorgio als Kardinalpriester die Titelkirche Santi Nereo ed Achilleo in Besitz. Da er das Bistum Alessandria bis zu seinem Tode innehatte, wurde er häufig als Cardinalis Alexandrinus bezeichnet. Am 6. September 1499 wurde er zum Bischof von Parma ernannt. Im September 1503, bei seiner Teilnahme am Konklave mit der Papstwahl von Pius III., wie auch beim Konklave Oktober 1503, aus dem Julius II. als Papst hervorging, wird er als Lateinischer Patriarch von Jerusalem bezeichnet, möglicherweise hatte er dieses Amt zwischen 1498 und 1503 inne.
Am 22. Dezember 1503 optierte Giovanni Antonio Sangiorgio zur Kardinalsklasse der Kardinalbischöfe und wurde Kardinalbischof des suburbikarischen Bistums Frascati. Am 17. September 1506 wurde er Kardinalbischof von Palestrina und am 22. September 1508 Kardinalbischof des suburbikarischen Bistums Sabina.